# Nikolai Dmitrijewitsch Dmitrijew-Orenburgski

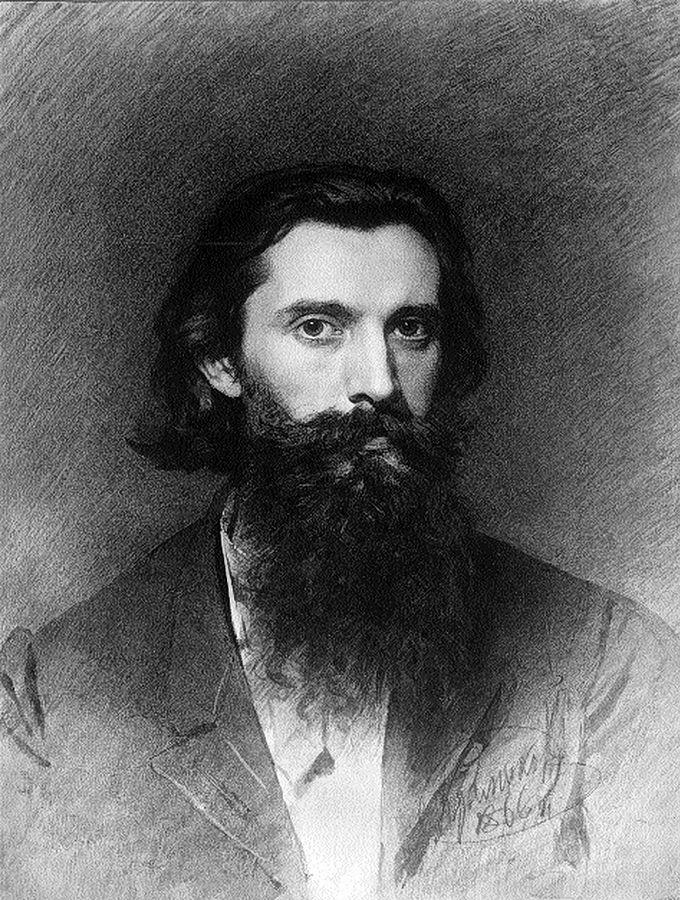
Nikolai Dmitrijew-Orenburgski, Porträt von Iwan Kramskoi (1866)

Nikolai Dmitrijewitsch Dmitrijew-Orenburgski (russisch Николай Дмитриевич Дмитриев-Оренбургский, wiss. Transliteration Nikolaj Dmitrievič Dmitriev-Orenburgskij; * 1. Apriljul. / 13. April 1837greg. in Nischni Nowgorod; † 21. Apriljul. / 3. Mai 1898greg. in Sankt Petersburg) war ein russischer Maler.

## Leben
Nach dem Wehrdienst studierte Dmitrijew-Orenburgski an der Russischen Kunstakademie, wo er unter anderem Vorlesungen von Fjodor Antonowitsch Bruni besuchte. Bereits zu dieser Zeit wurden erste Arbeiten mit verschiedenen Preisen ausgezeichnet.
Dmitrijew-Orenburgski wurde 1863 Mitglied des auf Initiative von Iwan Kramskoi entstandenen St. Petersburger Künstlerartels (Петербургская артель художников), der ersten Künstler-Kooperative demokratisch gesinnter russischer Künstler. Das Artel wurde nach dem sogenannten Aufstand der Vierzehn (восстание четырнадцати) gegründet und bestand aus Studenten der Kunstakademie, die gegen den akademischen Kunststil protestierten und deren Revolte ihren Ausschluss aus der Akademie zur Folge hatte. Dmitrijew-Orenburgski blieb bis 1871 Mitglied des Artels.
Er erhielt ein Reisestipendium nach Düsseldorf, wegen der Düsseldorfer Malerschule damals ein weltweit wichtiger Ort für die Ausbildung junger Maler, und war dort von 1871 bis 1873 Privatschüler von Ludwig Knaus und Benjamin Vautier. Zwischen 1875 und 1885 lebte und arbeitete Dmitrijew-Orenburgski in Paris.
Während des Russisch-Osmanischen Krieges von 1877 bis 1878 reiste Dmitrijew-Orenburgski mit der russischen Armee. Es entstanden zahlreiche Schlachtengemälde.

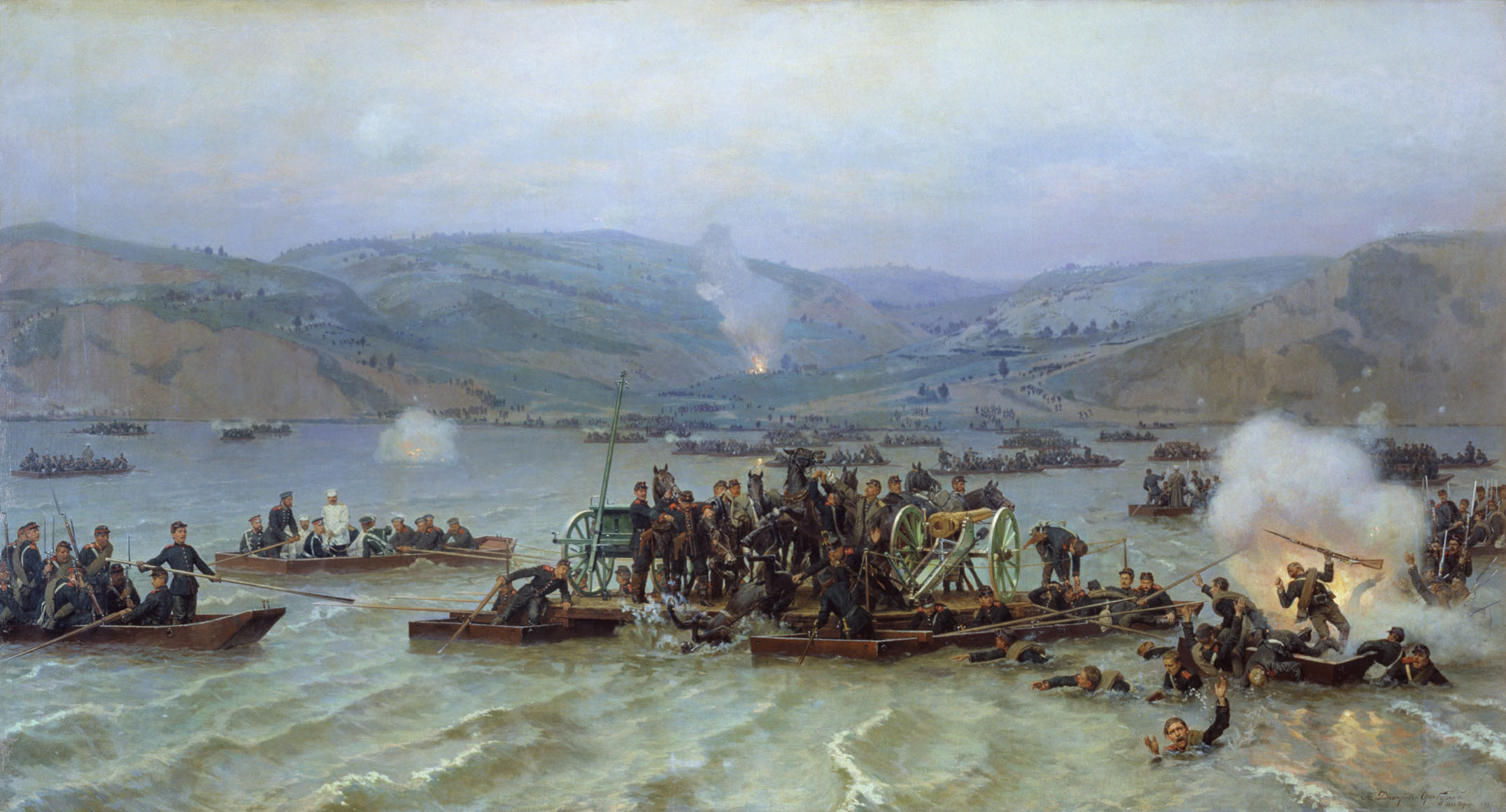
Russische Überquerung der Donau (1883)
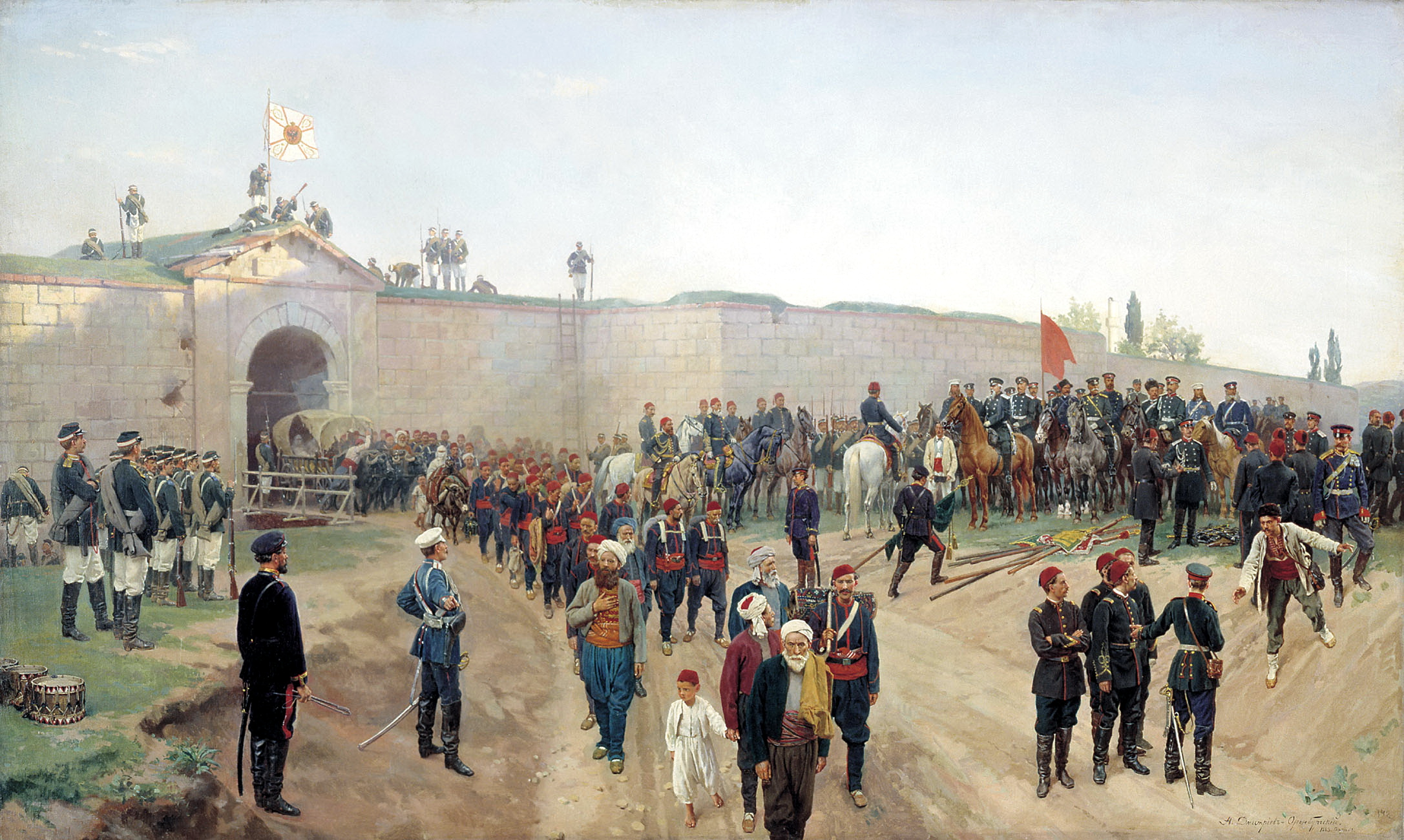
Türkische Kapitulation in Nikopol (1883)
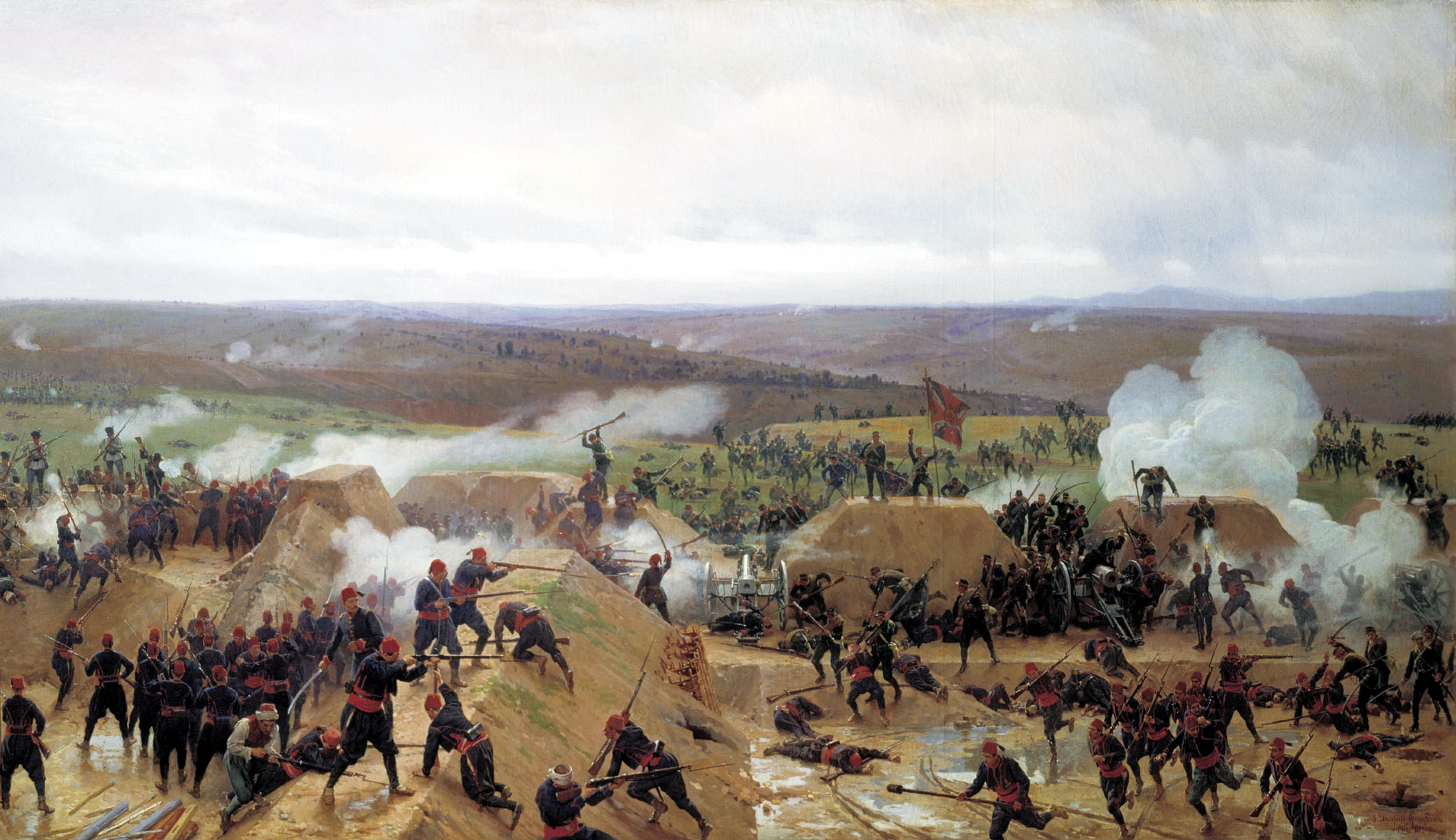
Die Eroberung des Grivitza-Redout bei Plewen (1885)